# Prusia I
Prusia I (243 a.C. – 181 a.C.) fu re di Bitinia e alleato del Regno di Macedonia.
Prusia era figlio di Ziaelas; contrasse un'alleanza matrimoniale con Filippo V di Macedonia. Dopo aver combattuto una guerra contro Bisanzio (220 a.C.), sconfisse i Galli che Nicomede I aveva invitato ad attraversare il Bosforo. Espanse il territorio del Regno di Bitinia con una serie di guerre contro Attalo I di Pergamo. Filippo V gli concesse i porti di Keios e Myrleia nel 202 a.C., che Prusia rinominò Prusias e Apameia rispettivamente.

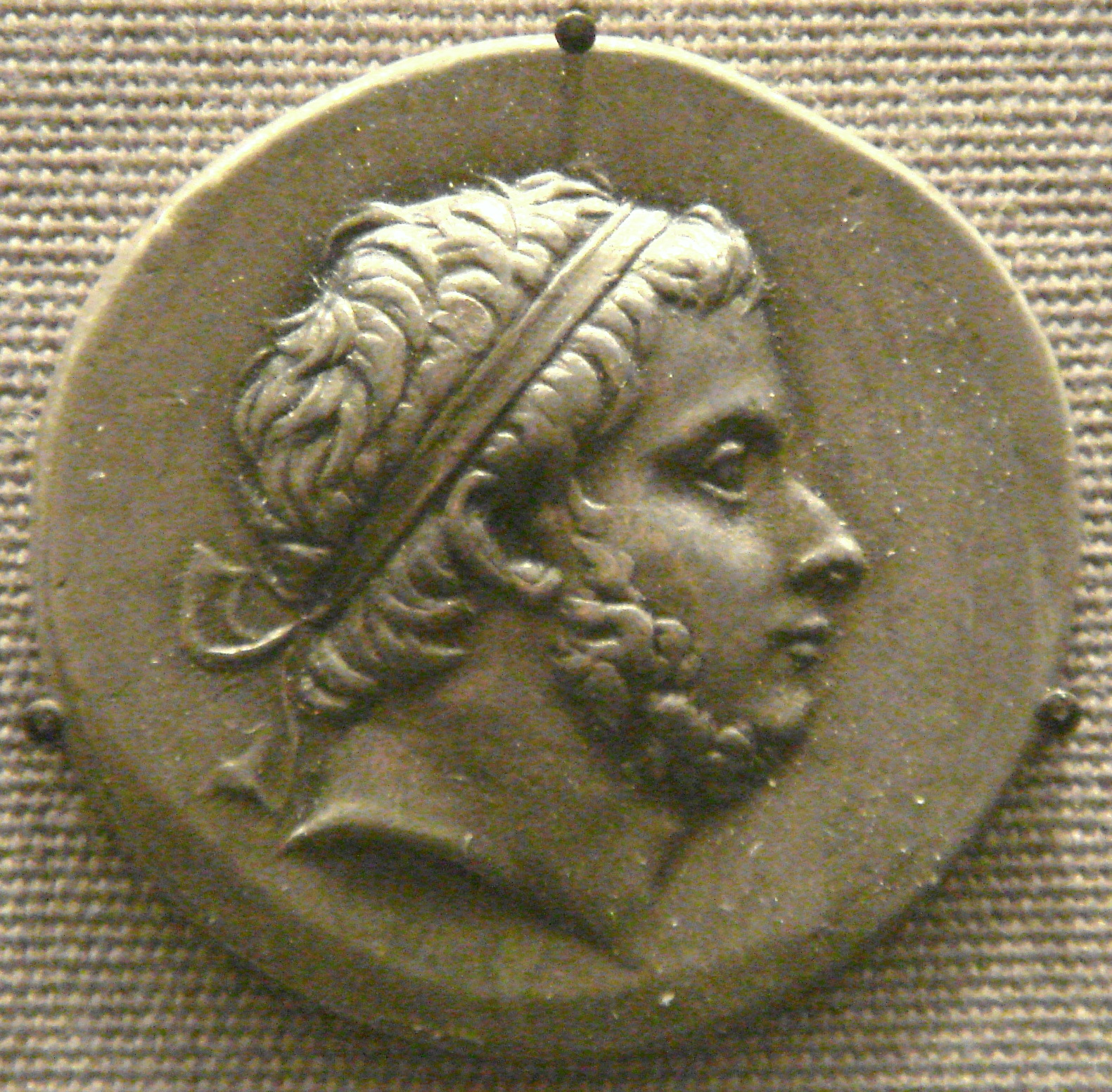
Prusia I in età adulta, British Museum

Sebbene avesse concesso asilo ad Annibale, che combatté contro gli Attalidi per lui, rimase neutrale durante la guerra tra Antioco III e la repubblica romana. Secondo Polibio, invece, Prusia si schierò nel bel mezzo della guerra contro la lega etolica (190 a.C.) a favore della causa romana, discostandosi totalmente dalle preferenze che teneva in serbo per Antioco.
Gli successe il figlio Prusia II.